# MUKS Praga Warszawa
MUKS Praga Warszawa – warszawski klub piłki nożnej kobiet. Powstał w 2001 roku, w sezonach 2008/2009 i 2009/2010 występował w Ekstralidze. 

## Zawodniczki związane z Pragą Warszawa
- Weronika Zawistowska
- Dominika Grabowska